# René Klaassen
René Nico Hubertus Klaassen (* 4. März 1961 in Velp) ist ein ehemaliger niederländischer Hockeyspieler, der bei den Olympischen Spielen 1988 die Bronzemedaille gewann. Er war Weltmeister 1990 und Europameister 1987.

## Sportliche Karriere
Der 1,81 m große Verteidiger bestritt 126 Länderspiele für die niederländische Nationalmannschaft, in denen er 3 Tore erzielte.
Klaassen debütierte im Juni 1984 in der Nationalmannschaft. Bei den Olympischen Spielen 1984 in Los Angeles erzielte er im Spiel gegen die britische Mannschaft ein Tor, die Niederländer unterlagen mit 3:4. Insgesamt belegten die Niederländer beim Olympiaturnier den sechsten Platz.
Bei der Weltmeisterschaft 1986 in London absolvierte Klaassen sieben Spiele und erzielte im letzten Spiel gegen Polen ein Tor. Die Niederländer belegten am Ende den siebten Platz. Im Jahr darauf wirkte er bei der Europameisterschaft 1987 in Moskau in allen sieben Spielen mit. In der Vorrunde belegten die Niederländer den zweiten Platz hinter der englischen Mannschaft. Im Finale trafen die beiden Mannschaften erneut aufeinander und die Niederländer gewannen nach Siebenmeterschießen.
Bei den Olympischen Spielen 1988 in Seoul belegten die Niederländer in der Vorrunde den zweiten Platz hinter den Australiern. Im Halbfinale unterlagen die Niederländer der deutschen Mannschaft mit 1:2. Da auch die Australier ihr Halbfinale gegen die Briten verloren, trafen die Australier und die Niederländer im Spiel um den dritten Platz erneut aufeinander. Die Niederländer gewannen mit 2:1. Klaassen war in sieben Spielen dabei. 
Bei der Weltmeisterschaft 1990 in Lahore waren die Niederländer in der Vorrunde Zweite hinter den Australiern. Nach dem 3:2-Halbfinalsieg über die deutsche Mannschaft gewannen die Niederländer im Finale mit 3:1 gegen die Mannschaft des Gastgeberlandes Pakistan. Das Finale war Klaassens letztes Länderspiel.
Auf Vereinsebene spielte Klaassen für den SV Kampong, mit dem er 1985 niederländischer Meister wurde.